# Ehrenmal (Egestorf)

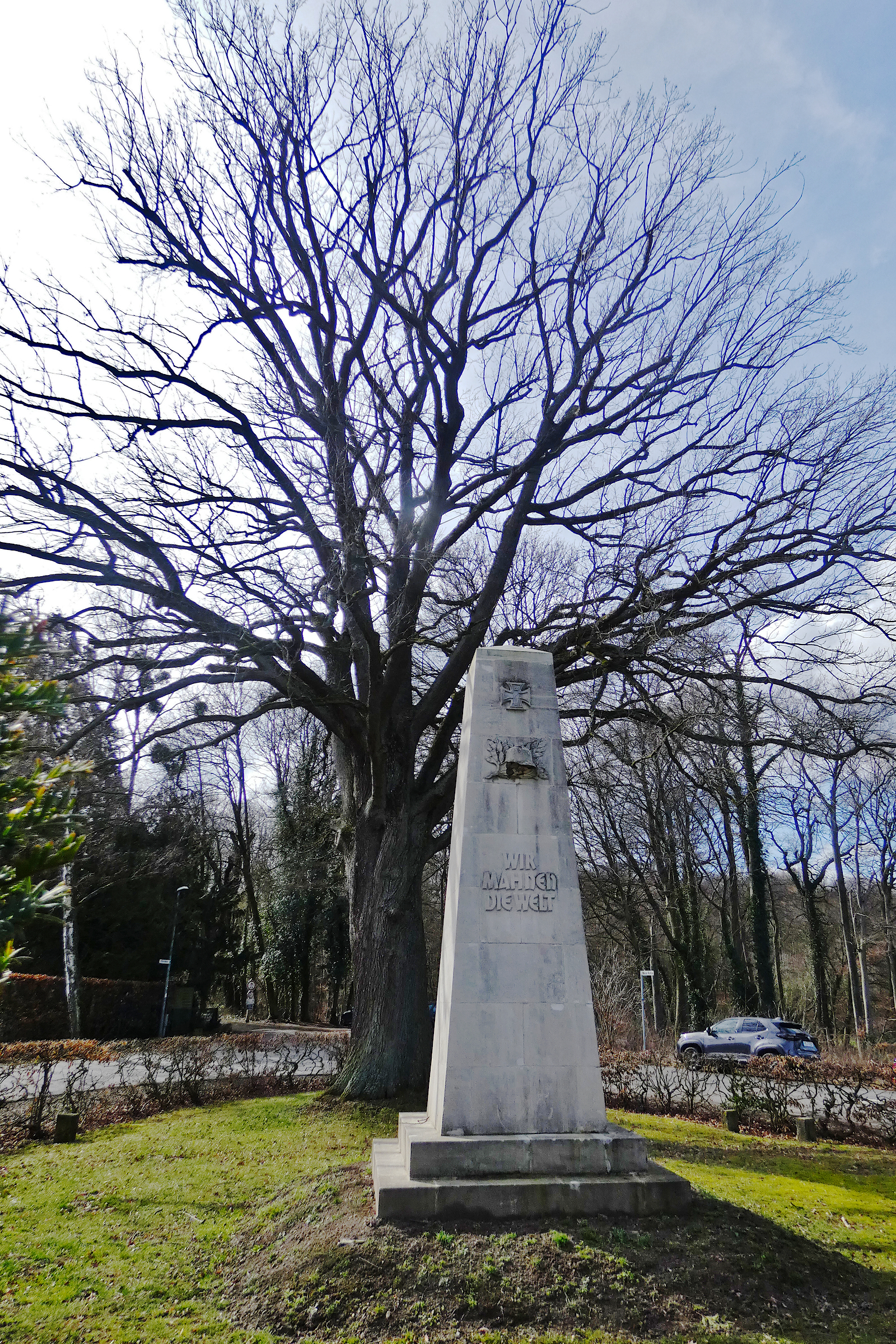
Obelisk und Eiche des Ehrenmals

Das Ehrenmal ist eine Gruppe von Gefallenendenkmalen im Stadtteil Egestorf der Stadt Barsinghausen in der Region Hannover in Niedersachsen.

## Standort
Das Ehrenmal wurde 1863 etwa einen Kilometer außerhalb der Ortslage von Egestorf angelegt.
Hier treffen sich mit dem Steinradweg und der Neuen Rehre die Wege vom damaligen östlichen und westlichen Ortsausgang und führen weiter zum Egestorfer Stollen und dessen Vorgängern im Stockbachtal.
1872 wurde etwa 100 m südlich des Ehrenmals der Abschnitt der Deisterbahn von Egestorf nach Barsinghausen gebaut. Der Standort des Ehrenmals wird nach der die Bahntrasse querenden Brücke und dem später im ehemaligen Zechenhaus untergebrachten Forstamt auch als bei der Försterbrücke bezeichnet.
Bis zu den 1970er Jahren wurde das Egestorfer Wohngebiet im Osten bis zum Ehrenmal erweitert.

## Denkmale

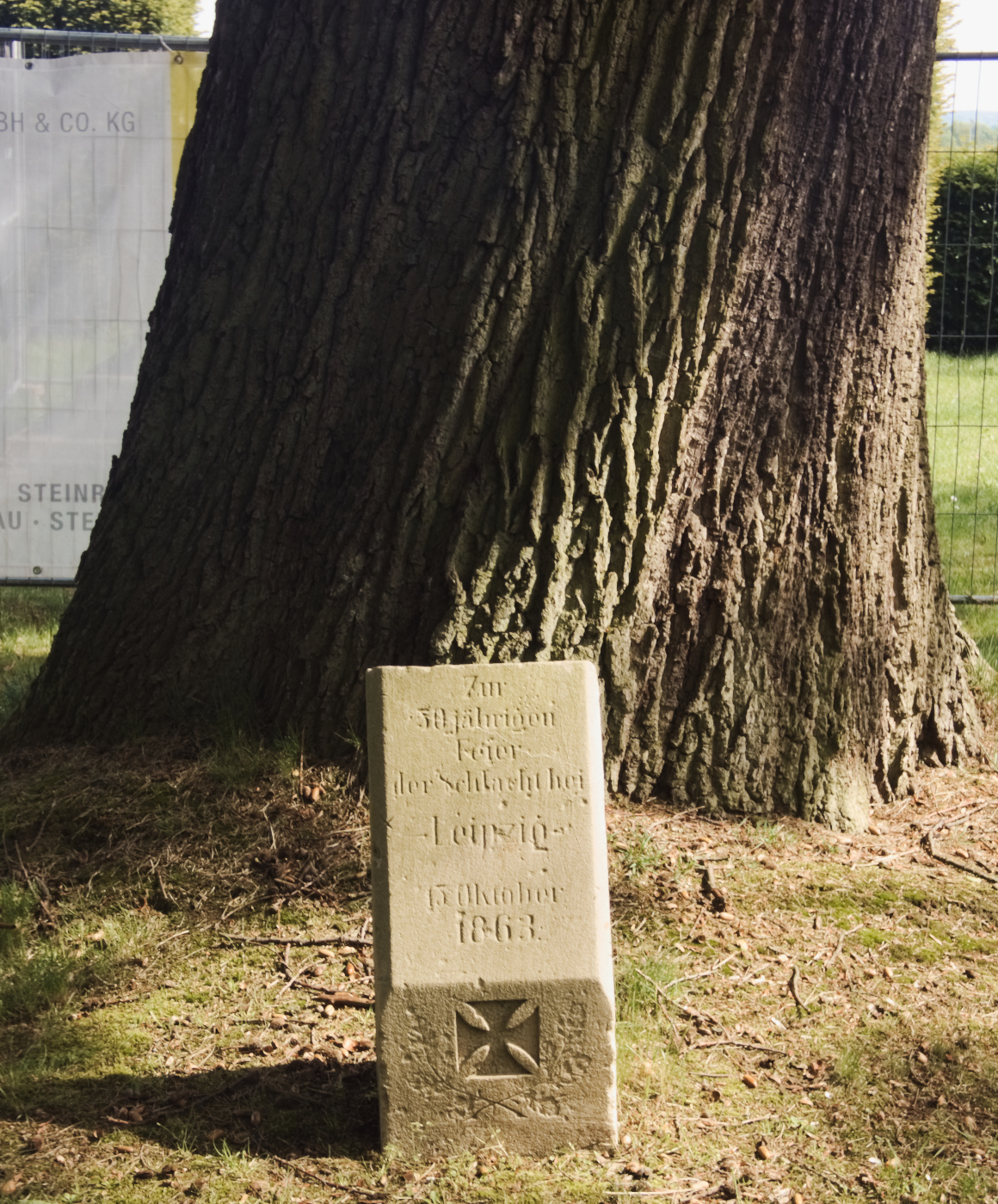
Gedenkstein am Fuß der Eiche

Auf der vom Egestorfer Obergut zur Verfügung gestellten und von einer Hecke umgebenen Grundstücksfläche des Ehrenmals stehen mehrere Denkmale.

### Völkerschlachteiche
Am Eingang der Grünfläche steht ein Gedenkstein mit einem von Eichenlaub umrankten Tatzenkreuz und der Inschrift

„Zur 50jährigen Feier der Schlacht bei Leipzig
 13. Oktober 1863“

Beim Gedenkstein der Völkerschlacht bei Leipzig steht eine Stieleiche. Der Landkreis Hannover erklärte den damals 22 m hohen Baum im Oktober 1992 als „ortsbildprägende Eiche, die auf Grund ihrer Seltenheit und Schönheit zu schützen ist“ zum Naturdenkmal. Es wird von der inzwischen für die Aufgaben der unteren Naturschutzbehörde zuständigen Region Hannover unter der Nummer ND-H 192 gelistet.

### Gefallenendenkmal Erster Weltkrieg

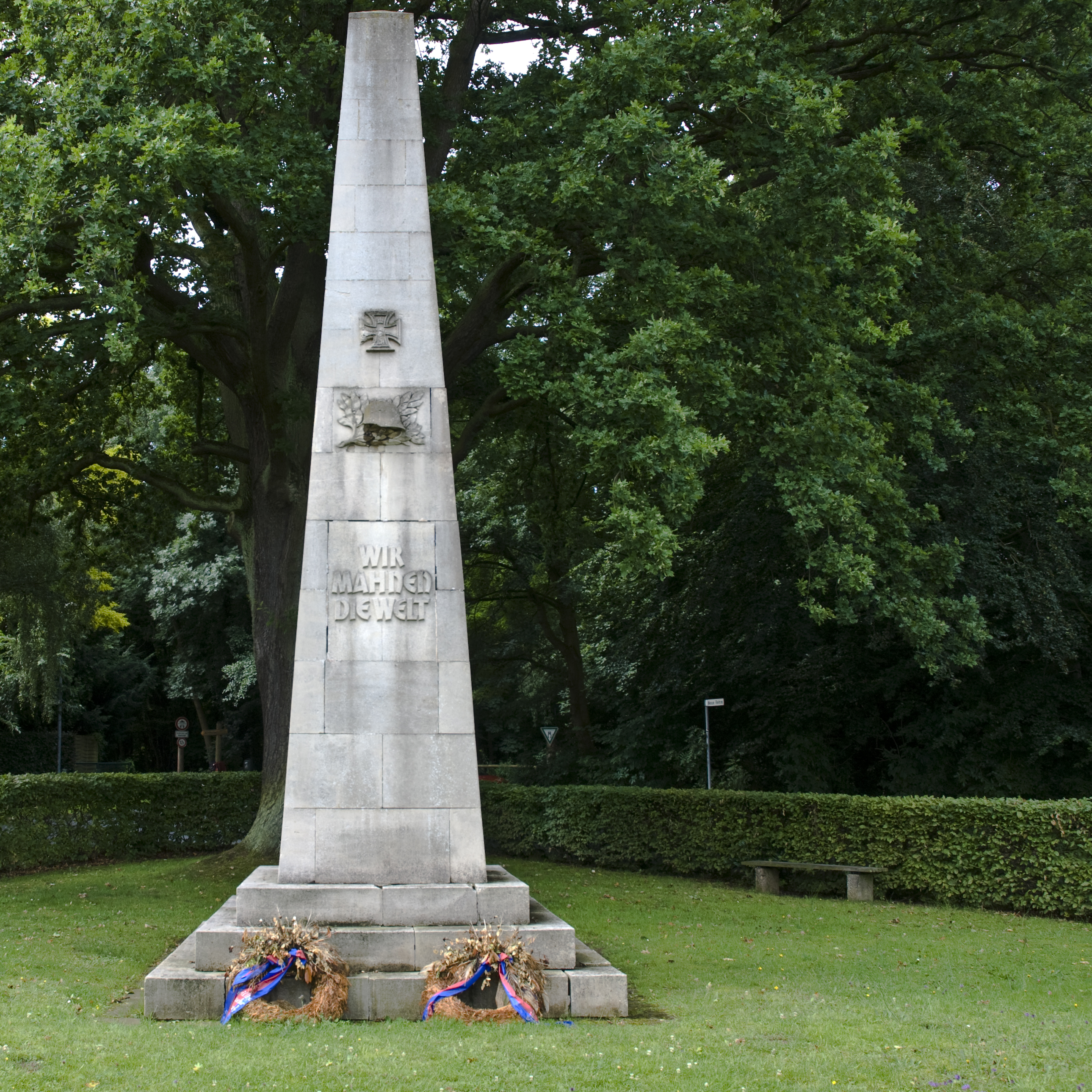
Der Obelisk (2009)

Der Egestorfer Steinbildhauer Karl Sondershausen errichtete 1927 das Denkmal zur Erinnerung an die Opfer im Ersten Weltkrieg.
Es ist ein 7,5 Meter hoher Obelisk aus mit über 200 Kilogramm schweren Platten aus Thüster Serpelkalkstein verkleidetem Bruchsteinmauerwerk.
Bei einer auf einige Wochen veranschlagten Sanierung des Bauwerks im Herbst 2018 wurde festgestellt, dass das Fundament beim Bau unzureichend dimensioniert worden war. Einige Steinplatten der Verkleidung und des Sockels hatten sich verschoben oder waren locker. Der Obelisk war nicht mehr standsicher.
Der Bau eines stabilen Fundaments hätte das benachbarte Naturdenkmal schädigen können.
Es wurde erwogen, das Denkmal um einige Meter zu versetzen oder aus Kostengründen ganz abzubauen und durch einen Findling zu ersetzen.
Bei der im Herbst 2021 begonnenen Sanierung wurde der Obelisk zunächst ganz abgetragen. Das auf nur noch 5,6 m Höhe verkleinerte Monument wird mit nur noch 14 statt vorher 18 Steinlagen neu aufgebaut und dabei Schicht für Schicht ausbetoniert.

### Gefallenendenkmale Zweiter Weltkrieg
Zur Erinnerung an die Opfer im Zweiten Weltkrieg wurden 1960 nördlich des Obelisken mehrere Steinkreuze mit Namenstafeln für die Gefallenen des Zweiten Weltkriegs aufgestellt.

## Denkmal an der Stoppstraße
In Egestorf gibt es mit dem Kriegerdenkmal an der Stoppstraße ein weiteres Gefallenendenkmal. Das Monument zur Erinnerung an die Kriege 1864, 1866 und 1870/71 ist denkmalgeschützt.